# Birthe Philip
Birthe Philip (født 14. december 1933) er en dansk jurist og tidligere politiker, der fra 1984 til 1993 var borgmester i Gentofte Kommune, valgt for Konservative.
Philip er student fra N. Zahles Gymnasieskole og cand.jur. fra Københavns Universitet i 1962. Fra 1962 til 1970 arbejdede hun i Socialstyrelsen. Hun gik i 1976 ind i politik som medlem af Gentofte Kommunalebestyrelse, og overtog i 1984 borgmesterposten fra partifællen Jørgen Gotfredsen. I april 1993 trådte hun selv tilbage og overlod posten til Hans Toft. Samtidig blev hun Ridder af Dannebrog.
Både som siddende og forhenværende borgmester har Birthe Philip haft en stribe bestyrelsesposter; mest prominent var hun fra 1990 til 2003 formand for NESA's bestyrelse. Hun blev derefter bestyrelsesmedlem i Energi E2 frem til selskabets indfusionering i DONG Energy . Fra 2008 var hun formand for Dansk Røde Kors' økonomiudvalg, ligesom hun har været formand for den konservative vælgerforening i Gentofte. Hun er desuden medlem af ÆldreForum.
Birthe Philip var gift med professor, dr.jur. og advokat Allan Philip (d. 2004), med hvem hun fik fire døtre.